# Sauvignon blanc
A sauvignon blanc a világ egyik legismertebb fehérborszőlő-fajtája, az egyetlen olyan világfajta, amelynek borát az aromatikus fehérborok között tartják számon. A Franciaországból, a Loire völgyéből és Bordeaux környékéről származó fajta leghíresebb borai eredeti hazáján kívül Új-Zélandon készülnek, de Chilében, Dél-Afrikában és Magyarországon is jó minőségű termékeket állítanak elő belőle. A 22 magyar borvidék közül 21-ben megtalálható, az egyetlen kivétel a Somlói.
Francia eredetű neve a sauvage („vad”) és a blanc („fehér”) szavakból származik. Annak ellenére szokták egyszerűen sauvignonnak is nevezni, hogy a sauvignon valójában egy gyűjtőnév, többféle változatának csak egyike maga a sauvignon blanc.

## A növény és a termés jellemzői

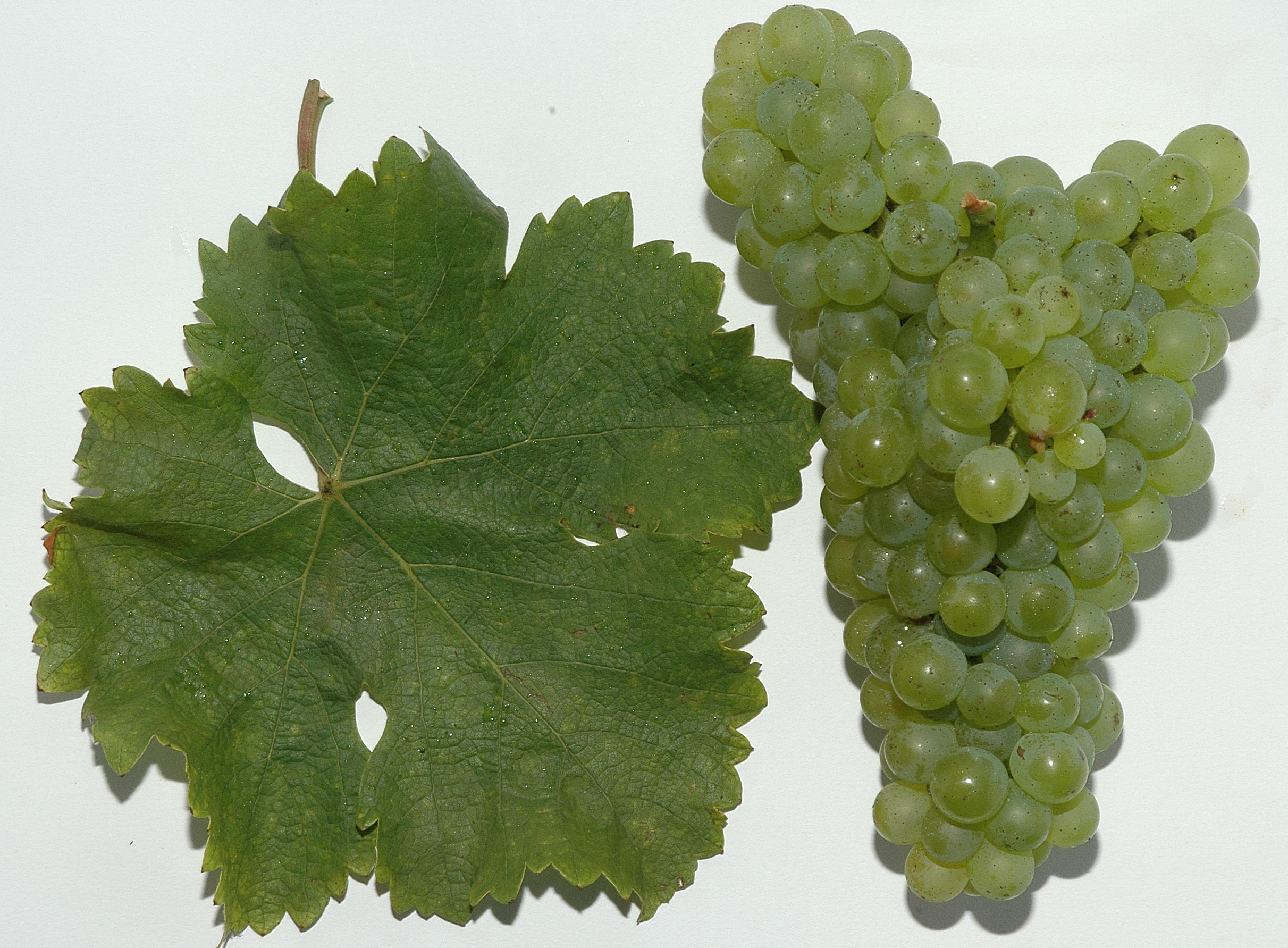
Levele és fürtje

A fajta főként a magasabb mésztartalmú, lazább talajokat kedveli, de megfelelnek neki a homokos és löszös talajok is. A rothadásra érzékeny, fagytűrése közepes, viszont sokféle éghajlathoz képes alkalmazkodni. Szárazságtűrő.
A növény tőkéje erőteljes növekedésű, sok, erős, középvastag, rövid ízközű, barna színű vesszőt növeszt, amelyek nóduszai valamivel sötétebbek a többi részénél. Kicsi rügyei hegyesedő alakúak, alig gyapjasak, míg a vitorla gyapjasabb, pirossal futtatott végű, kissé bronzos zöld színű. A vitorlalevelek vagy kiterítettek, vagy kissé homorúak lehetnek. Levelének mérete és tagoltsága is közepes, a levelek ötkaréjúak és kerekdedek, szélük csipkés, határozatlanul bemetszett. A levél vállöble lehet záródó vagy nyílt is, a felső oldalöblök keskenyek, középmélyek és zártak, míg az alsók sekélyek, de szintén szintén keskenyek, emellett zártak vagy záródók. Karéjszélei befelé és fölfelé állnak. A levél színe sötétzöld, a fonák gyapjas, a szintén zöld levélerek is gyapjas szőrösek. A levélnyél zöld, rövid, a szártag szintén zöld. Átlagosan 100 grammos, tömött, vállas vagy hengeres fürtöket hoz, az átlagosan 15 mm × 14 mm-es, 1,8 grammos bogyók kicsik, világos színűek, feketén pontozottak, héjuk viszonylag vastag, húsuk lédús, puha, közömbös szőlőízű, fűaromájú.
Lombja rendkívül sűrű, ezért sok zöldmunkát igényel, ennek elmaradása esetén a zárt lombsátor belsejében alig fejlődnek ki érett fürtök. Középérésű, kevés fürtöt nevelő fajta.
A növény genetikailag közel áll a traminihez és a chenin blanc fajtához is. Cabernet franc-nal való keresztezéséből jött létre a cabernet sauvignon fajta.

## Sauvignon blanc-borok

### A bor jellemzői
A sauvignon blanc-ból készülő borok szárazak, zöldessárgák, jellegzetes illat- és ízvilággal rendelkeznek. A hosszas (legalább 3–4 éves) fahordós érlelés nem tesz jót neki, inkább az acéltartályos erjesztés és érlelés hozza ki belőle a fajtakaraktereket. Fiatal bora élénk savú, erőtejles ízvilágú, vegetális jellegzetességeket mutat. Egyes vélemények szerint illata elsődlegesen a frissen lenyírt fű illatához hasonlatos, csalános, de megjelenhetnek benne a paprikára, a mézre, a piskótákra, az ananászra, a mangóra, a spárgára, a petrezselyemre, a tárkonyra, az egresre, a rózsaszínű pomelóra, a mézdinnyére és virágokra (fehér rózsa, citrusvirágok) emlékeztető jegyek is, sőt, többen állítják, hogy a macskák vizeletének egyik illatösszetevője is érezhető a borban. Fogyasztását 8–10 °C-on ajánlják, főként halakhoz és egyéb tengeri élőlényeket tartalmazó ételekhez, pikáns fűszerezésű ételekhez, szárnyasokhoz, kecskesajthoz (például Crottin de Chavignol sajthoz) és spárgához. Aperitifnek is jó.

### Termőhelyek

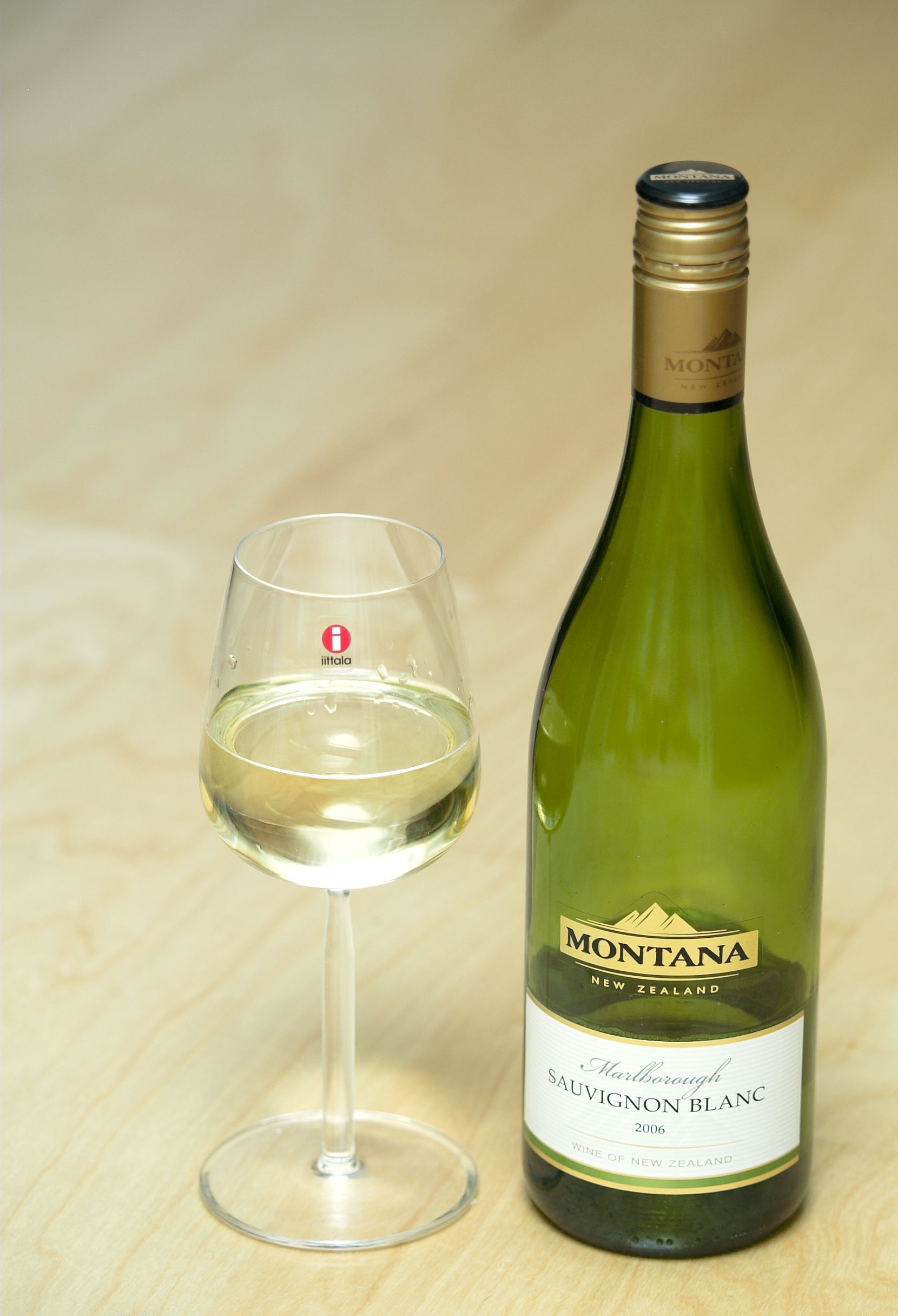
Új-zélandi sauvignon blanc-bor (Marlborough régió)

A sauvignon blanc világszerte elterjedt fajta.
Magyarországon 1982-ben minősítették államilag, majd néhány éven belül országszerte gyorsan fel is futott. Ma az ország 22 borvidéke közül a somlói és a tokaji kivételével mindenütt megtalálható, de a legjobb borokat a magasabb mésztartalmú talajjal rendelkező, hűvösebb éghajlatú vidékeken, vagyis a soproni, a neszmélyi és az etyek–budai borvidékeken termi.
Franciaországban legismertebb példái Sancerre térségéből és a Pouilly-Fumé vidékről származnak, ezeken a helyeken termesztésére kiválóan alkalmas kimmeridge-i mészköves talaj található, az éghajlat kontinentális. Itt elegáns, frissítően savas, ásványos (kovaköves), citrusos és zöldnövény-aromájúak a borok. Bordeaux környékén (például a Graves és a Pessac-Leognan alrégióban) gyakran házasítják a sémillonnal és a muscadelle-lel, de egyre gyakrabban jelenik meg itt is (főként az Entre-Deux-Mers alrégióban) a csak sauvignon blanc-ból készülő bor. Sauternes-ben és Barsacban édes küvék alkotórészeként hasznosítják, kihasználva savainak ízkiegyenlítő hatását a késői szüretelésű, aszúsodott szőlők édessége mellett. A francia borok jó minőségük ellenére nem számítanak rendkívül drágának, bár például Didier Dagueneau-nak volt olyan terméke, aminek palackja 100 euró körül volt.
Új-Zélandon a chardonnay után a második legnagyobb mennyiségben termesztett fajta. 1969-ben a Matua pince termesztette először, első palackozott boruk 5 évvel később jelent meg, majd hamarosan, főleg az 1980-as években a fajta gyorsan terjedni kezdett Marlborough régióban. Mára többhelyütt kimagasló minőségű, esetenként világhírű borokat állítanak elő az országban. Jelentős újításként itt vezették be a fajtánál a több körből álló szüretet: a korábban leszedett szőlő az élénk savakért és a növényi aromákért felelős, míg az ehhez hozzáadott, későbbi szedésű rész érett gyümölcsök ízét adja a borhoz. A leghíresebb új-zélandi pincészetek, amelyek a fajtával foglalkoznak, például a Cloudy Bay, a Seresin, a St. Clair, a Nautilus Estate, a Villa Maria és a Brancott. Az ország sauvignon-borai jellemzően fűre emlékeztető, petrezselmyes, zöld olajbogyós, zöld teás, friss csicseriborsós, spárgás aromájúak.
Chilében a hűvösebb éghajlatú vidékeken termesztik, például Casablanca és San Antonio környékén, Limarí tartományban és az Aconcagua folyó völgyének óceánpart-közeli részén.
Spanyolországban a borok védett eredetmegjelölése 52 területet érint, ezek közül 21-ben fordul elő a sauvignon blanc: Alicante, Bullas, Calatayud, Condado de Huelva, Empordà, Katalónia, La Mancha, Manchuela, Pla de Bages, Ribera del Júcar, Rioja, Rueda, Tarragona, Terra Alta, Txakolí de Álava, Txakoli de Bizkaia, Uclés, Utiel–Requena, Valdepeñas, Valencia és Yecla. Az ilyen jelölésű borok esetén az alapanyag teljes egészének az adott vidékről kell származnia és a feldolgozásnak is ott kell történnie.
Dél-Afrikában, ahol a fajtát „a Jóreménység fehér szőlőjének” nevezik, a sauvignon blanc a második legfontosabb termesztett szőlőfajta. Borainak minősége az utóbbi években annyit javult, hogy ma már vannak, akik a franciaországiakkal egy szintre értékelik őket. Aromájuk az új-zélandiakéhoz hasonlít, de emellett megjelenik bennük még többféle csilipaprika illata is. A legjelentősebb dél-afrikai borászatok a Boschendal, a L’Ormarins, a Saxenburg és a Zonnebloem.
Az Amerikai Egyesült Államokban főként Kaliforniában termesztik jó eredménnyel: itt az olcsóbb tömegbortól kezdve egészen a prémium minőségűekig mindenfélét előállítanak. Kaliforniai boraira a gyümölcsös (citrusos, ananászos, mangós) aromák a legjellemzőbbek, és bár itt is jelen van például a tárkony, jóval kevésbé intenzívebben, mint a déli félgömb országaiban előállított borokban. A legjelentősebb amerikai borászatok a John Anthony, a Frogs Leap, a Duckhorn, a Peter Michael, a Silverado Vineyards, a Honig Vineyard and Winery, a Robert Mondavi, a Grgich Hills Cellar és az Ehlers Estate, míg a szomszédos Mexikóban a Sinergi, a Casa de Piedra, a Paralelo és a Santo Tomás.